# ليلي إي. كاي
ليلي إي. كاي (بالإنجليزية: Lily E. Kay)‏ هي مؤرخة علوم أمريكية، ولدت في 22 مايو 1947، وتوفيت في 18 ديسمبر 2000.